# 中山裕一 (ヴァイオリニスト)
中山 裕一（なかやま ゆういち、1972年12月10日 - ）は、日本のヴァイオリニスト、ヴィオリスト。 

## 人物
大阪府出身。相愛大学音楽学部卒業。ヴァイオリンを釋伸司、小栗まち絵の各氏、バロック・ヴァイオリンをSimon Standage、Ulla Bundies、上野博孝の各氏に師事。主に関西を中心に活動を展開している。コレギウム・ムジクム・テレマン（日本テレマン協会のバロック楽器の楽団）のコンサートマスター就任。テレマン室内オーケストラメンバー、大阪市ユースオーケストラ指揮者。相愛大学音楽部古楽器科非常勤講師。

## 受賞歴
- 大阪文化祭賞奨励賞（平成12年度）[1][2]